# Trhové Dušníky
Trhové Dušníky (deutsch Duschnik, auch Trhowy Duschnik) ist eine Gemeinde in Tschechien. Sie liegt zwei Kilometer nördlich von Příbram und gehört zum Okres Příbram.

## Geographie

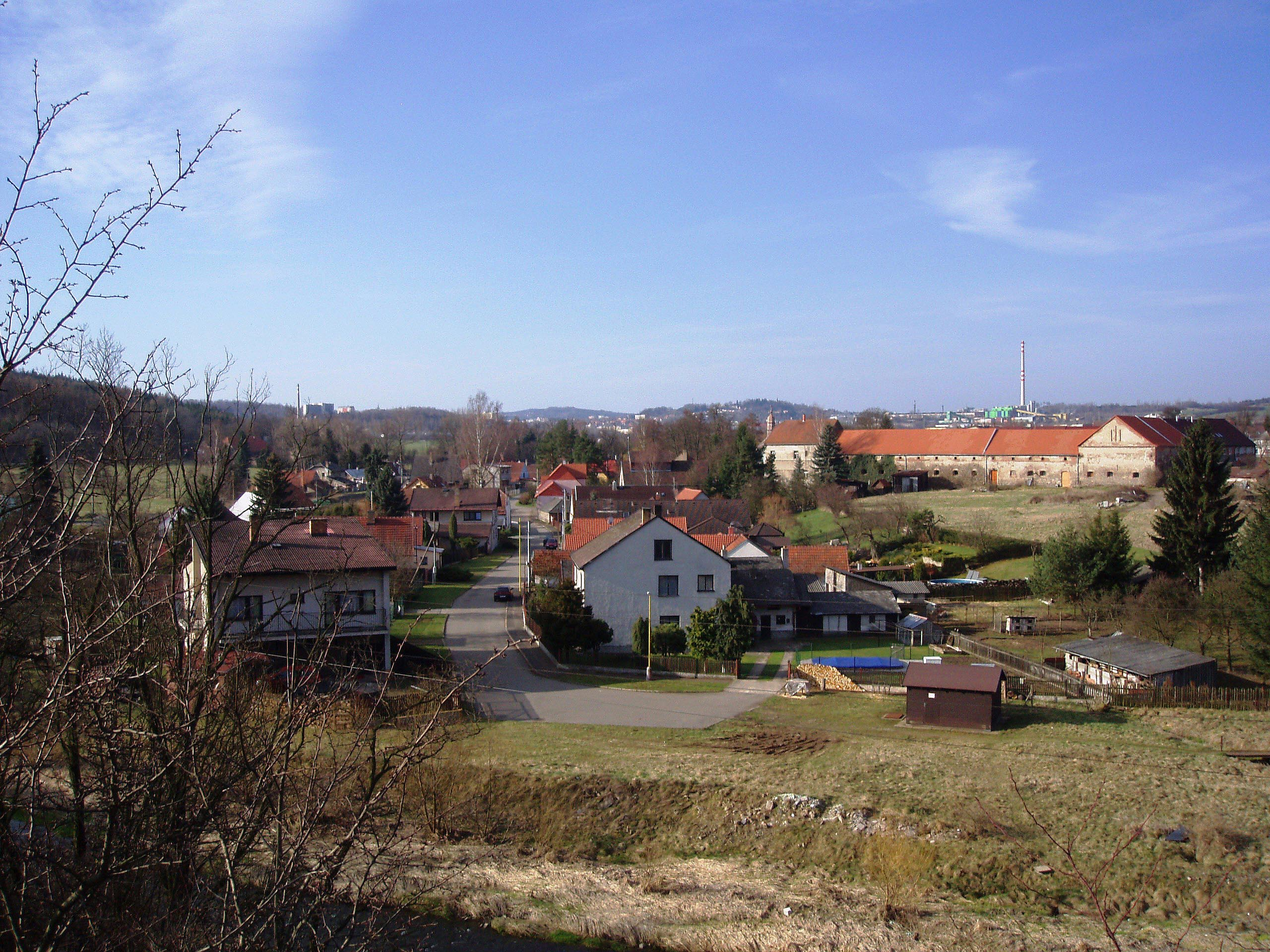
Ortsansicht

Trhové Dušníky befindet sich im Süden des Brdy. Das Dorf liegt unterhalb der Einmündung des Baches Příbramský potok im Tal der Litavka. Östlich erhebt sich der Strážný (559 m), südöstlich die Květná (543 m). Durch Trhové Dušníky führt die Bahnstrecke Protivín–Zdice, im Ort befindet sich aber kein Haltepunkt.
Nachbarorte sind Bratkovice und Kardavec im Norden, Žírovy im Nordosten, Občov und Líha im Osten, Dubno im Südosten, Příbram im Süden, Podlesí im Südwesten, Lhota u Příbramě im Westen sowie Sádek im Nordwesten.

## Geschichte
Die erste urkundliche Erwähnung des dem Kapitel des Hl. Ägidius in Prag zugehörigen Ortes Dušníky erfolgte im Jahre 1268. Ursprünglich lebten die Bewohner von der Landwirtschaft und nach dem Beginn des Silberbergbaus auch von der Bergarbeit. 1548 wurde der Ort königlicher Besitz und als Lehngut der Burg Karlštejn unterstellt. Wegen der weiten Entfernung des Ortes zur Burg beschloss die Ständeversammlung, diesen an Wenzel Bechinie von Lazan im Austausch gegen Zadní Třebaň zu überlassen. Ferdinand I. übergab Wenzel Bechinie 1549 den Ort mit allen Rechten zur freien Ausübung seiner Herrschaft.

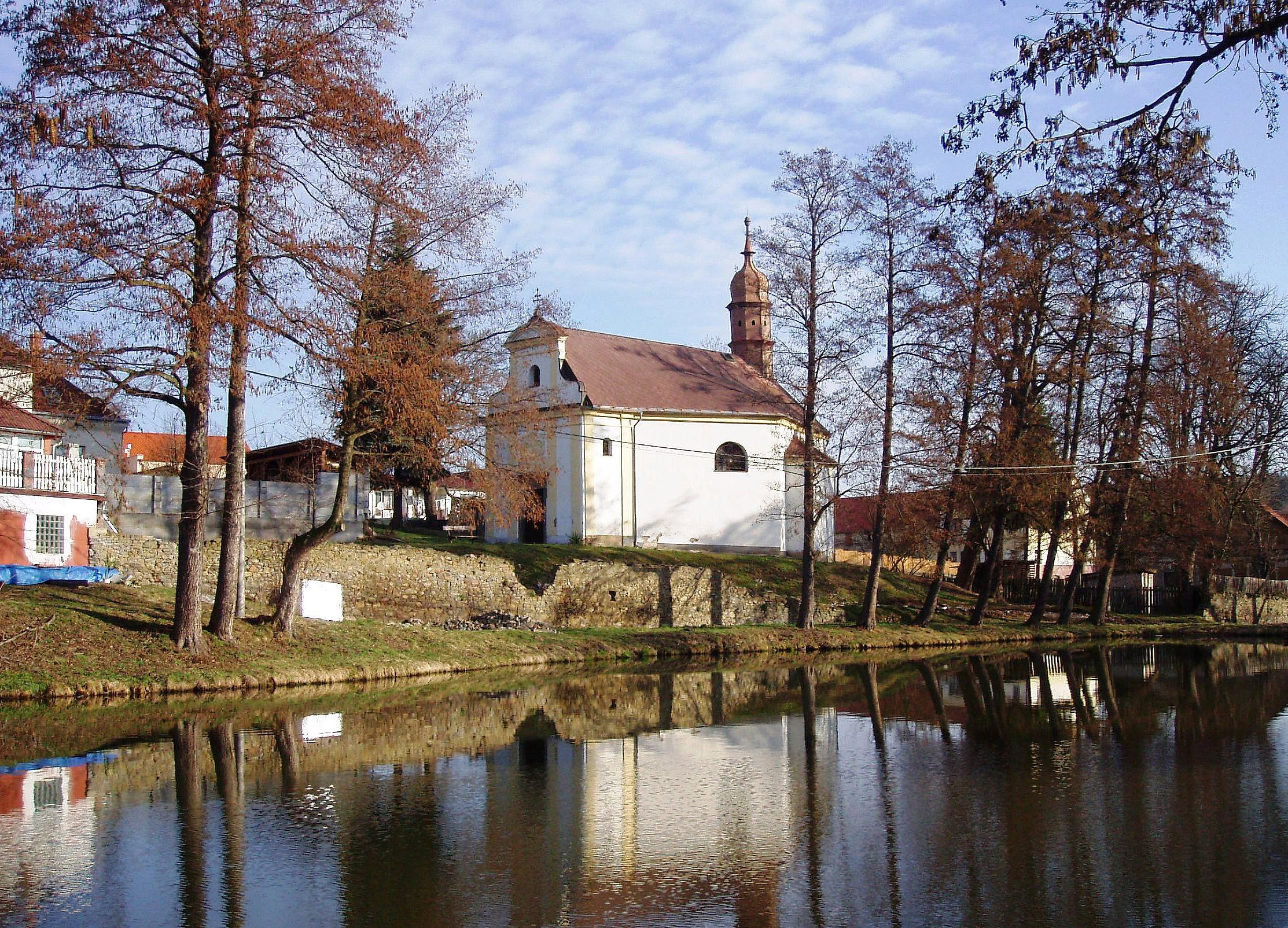
Kapelle der hl. Dreifaltigkeit

Da sich in Trhové Dušníky keine Feste befand, ließ Wenzel Bechinie, um den Ort zu seinem Sitz zu machen, eine solche errichten. Im selben Zuge ließ er auch die Kapelle der Hl. Dreifaltigkeit errichten. Gemäß dem am 6. August 1568 durch Kaiser Maximilian II. erlassenen Mandat über das Verbot des Aufenthalts der Juden in den Bergstädten wurden die Juden auch aus Příbram vertrieben; Trhové Dušníky wurde bis 1853 einer ihrer Zufluchtsorte. Nach dem Tode von Ulrich Bechinie verkaufte dessen Witwe Anna 1623 den Besitz an den Prager Bürger Johann Werdemann. Dieser veräußerte Trhové Dušníky zwei Jahre später an Katharina Gräfin von Sulz, geborene Lobkowicz. Von deren Tochter kaufte 1644 Vladislav Chlumčanský von Přestavlk den Ort. Die Chlumčanský ließen 1694 die Feste zu einem Barockschloss umgestalten. Bis 1714 gehörte das Dorf zum Podbrder Kreis, danach wurde es Teil des Berauner Kreises. Von den Chlumčanský erwarb 1734 Wenzel de Bossi das Gut und verkaufte es 1741 an die Stadt Příbram, die es verpachtete.
Im Jahre 1846 umfasste das Gut Duschnik-Trhowy eine Nutzfläche von 2179 Joch 1006 Quadratklafter. Das Dorf Duschnik bzw. Dušnjky Trhowé, auch Dušnjk genannt, bestand aus 66 Häusern mit 435 Einwohnern, darunter 13 jüdischen Familien. Im Ort gab es eine Kapelle zur hl. Dreifaltigkeit, ein obrigkeitliches Schloss mit einer Beamtenwohnung, einen obrigkeitlichen Meierhof, ein obrigkeitliches Bräuhaus und ein Wirtshaus. Abseits lagen ein obrigkeitliches Forsthaus, zwei Zainhämmer, eine Mühle und die Schäferei Skorotin. Duschnik war Sitz eines der vier Přibramer Forstreviere, das eine Waldfläche von 692 Joch 762 Quadratklafter bewirtschaftete. Pfarrort war Přibram. Bis zur Mitte des 19. Jahrhunderts bildete Duschnik das Amtsdorf des Gutes und der Příbramer Dorfschaften und war der Königlichen Silberbergstadt Přibram untertänig.
Nach der Aufhebung der Patrimonialherrschaften bildete Dušníky / Duschnik ab 1850 mit den Ortsteilen Německá Lhota und Oseč eine Gemeinde im Gerichtsbezirk Příbram. 1857 lebten im Dorf Dušníky 566 Personen. Ab 1868 gehörte die Gemeinde zum Bezirk Příbram. Seit den 1870er Jahren führt die Gemeinde den Namen Trhové Dušníky. In dieser Zeit lösten sich Německá Lhota und Oseč von Trhové Dušníky los und bildeten die Gemeinde Německá Lhota. Im Jahre 1920 hatte Trhové Dušníky 625 Einwohner, 1932 waren es ebenso viele. Das dem Verfall preisgegebene Schloss lag ab 1950 wüst und wurde 1973 abgetragen.
Zu Beginn des Jahres 1980 wurde Trhové Dušníky nach Příbram eingemeindet. Am 24. November 1990 löste sich Trhové Dušníky von Příbram los und bildete wieder eine eigene Gemeinde. Im Jahre 2007 erlitt das Dorf durch ein Hochwasser der Litavka großen Schaden.

## Ortsgliederung
Für die Gemeinde Trhové Dušníky sind keine Ortsteile ausgewiesen. Zu Trhové Dušníky gehören die Einschichten Drátovna, Skorotín und Valcha.

## Sehenswürdigkeiten

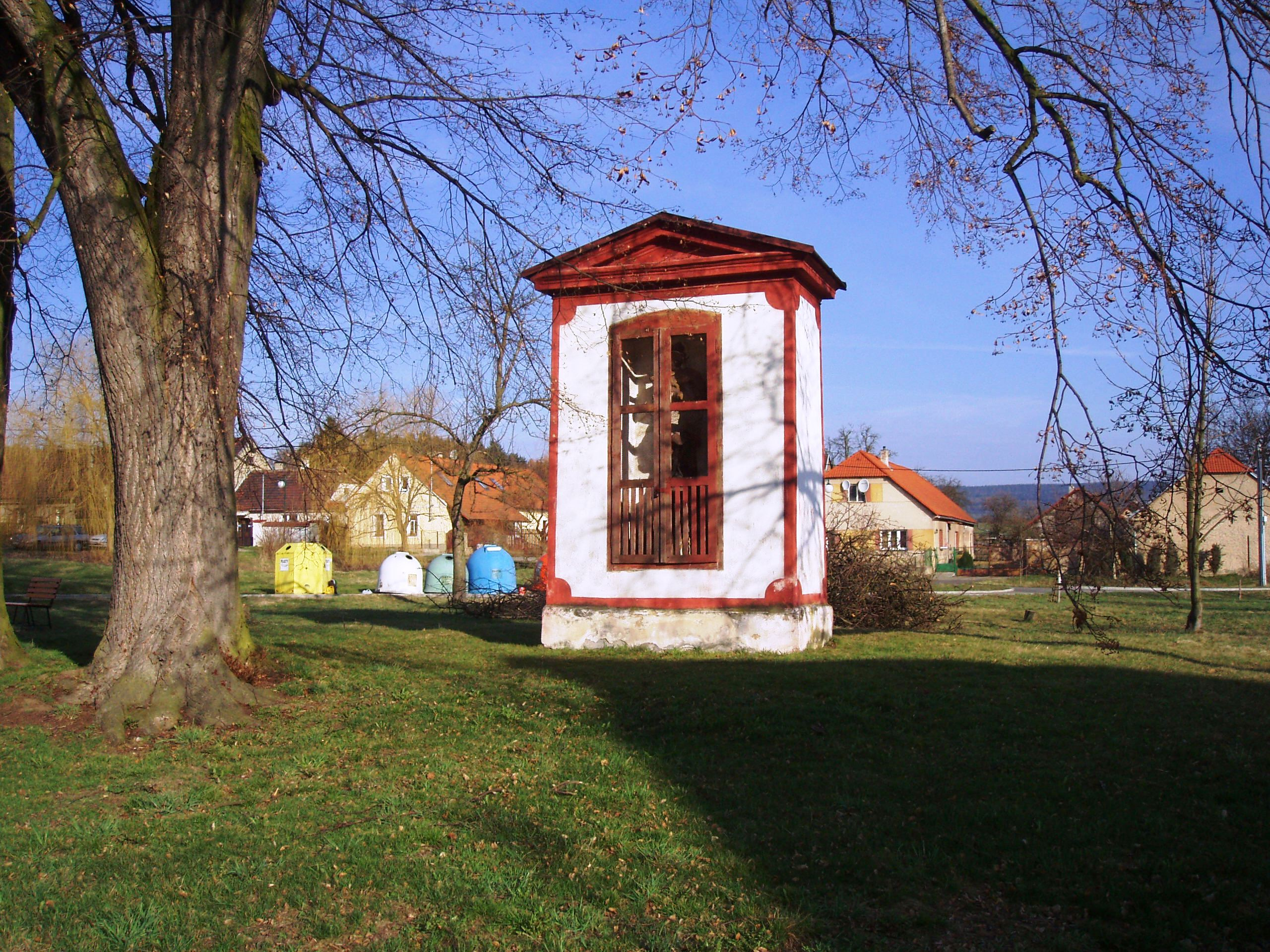
Kapelle des hl. Johannes von Nepomuk

- Kapelle der Hl. Dreifaltigkeit, erbaut im 16. Jahrhundert und am Ende des 17. Jahrhunderts barock umgestaltet
- Nischenkapelle des Hl. Johannes von Nepomuk, erbaut 1699
- Mundloch des Kaiser Josef II. Erbstollens (dědičná štola císaře Josefa II.), südöstlich des Ortes
- Mundloch des Květenský-Stollens aus Granitquadern mit der Jahreszahl 1868, unterhalb des Květná an der Straße von Příbram

## Söhne und Töchter des Ortes
- Moritz Hartmann (1821–1872), österreichischer Schriftsteller